# East London
Pour East London, division orientale de la ville de Londres, voir Outer London.
East London (Oos-Londen en afrikaans, iMonti en xhosa, Monti en sotho) est la sixième ville la plus peuplée d'Afrique du Sud. Elle est située dans la province du Cap oriental (Eastern Cape), au bord de la rivière Buffalo.
Durant l'Apartheid (1948-1991), et plus particulièrement à partir de la fin des années 1970, East London était enclavée entre les bantoustans « indépendants » du Ciskei et du Transkei et n'était reliée à l'Afrique du Sud « blanche » que par un corridor englobant King William's Town et Queenstown.
Ville industrielle de 550 000 habitants, plus grand port fluvial d'Afrique du Sud, aménagé à l'origine par des missionnaires anglais[réf. souhaitée] aux frontières des territoires xhosas, elle est à l'écart des circuits touristiques traditionnels malgré son front de mer réaménagé et de grandes plages à proximité. Les langues les plus parlées par les habitants de la municipalité sont le xhosa suivi de l'afrikaans et de l'anglais.

## Administration
East London dispose d'un statut de ville depuis 1847 et de municipalité depuis 1880.
Les villes d'East London, de King William's Town et Bisho font partie depuis 2000 de la nouvelle municipalité post-apartheid de Buffalo City qui compte près de 880 000 habitants dont 80 % de noirs, 10 % de blancs (anglophones majoritairement) et 6 % de métis. Un tiers de ces habitants vivent dans le township de Mdantsane.
La municipalité, qui compte 89 élus, est dominée par les 73 conseillers municipaux de l'ANC, laissant 11 sièges à l'opposition de l'Alliance démocratique. Après les élections municipales du 1er mars 2006 remportées par l'ANC (81 %), Ntombentle Peter (ANC) a succédé à S. Maclean au poste de maire.

### Maires de la municipalité d'East London
- Richard Walker, premier maire en 1881
- John Gately (1829-1902), maire de 1882 à 1883 et de 1887 à 1888.
- Gustave Wetzlar, maire en 1889
- David Rees (1857-1926), maire de 1890 à 1896 et en 1899.
- W. C. Jackson, maire en 1899
- David Lazarus (1902-1988), maire (parti uni) en 1947–1948, en 1966-1968 et en 1970-1972
- Abraham Addleson (1899-1988), maire de 1957 à 1959
- Leopold (Léo) Laden (1904-1987), maire en 1962–1964
- Robert (Robbie) de Lange, maire (parti national) en 1972-1975
- Joseph (Joe) Anthony Yazbek (1915-1992), maire en 1975-1977
- Magdalena Elizabeth (Elsabe) Kemp (parti national), maire en 1977-1978 et en 1987
- Donald Carr, maire en 1988-1989

## Histoire

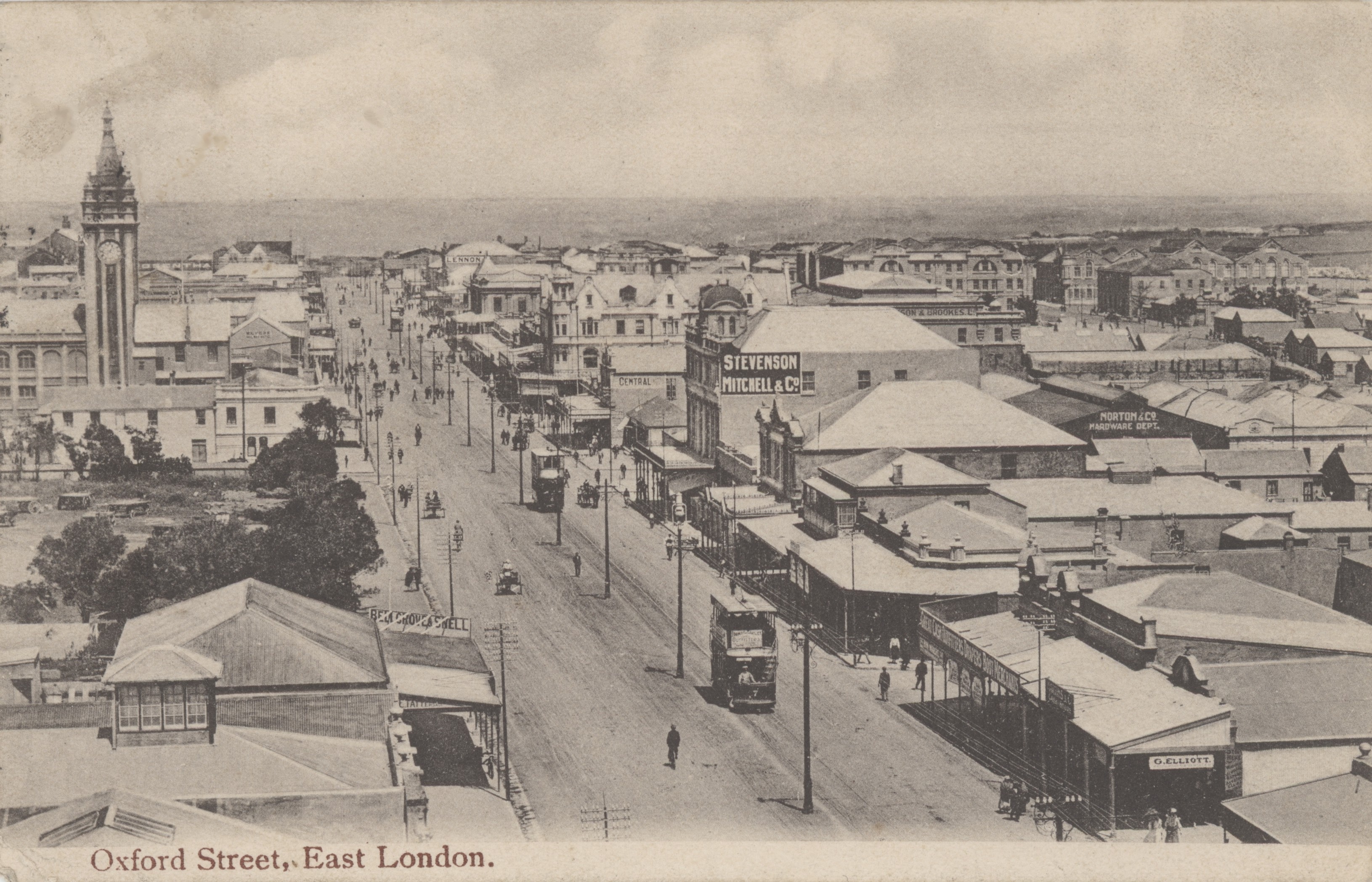
East London, Oxford street vers 1900

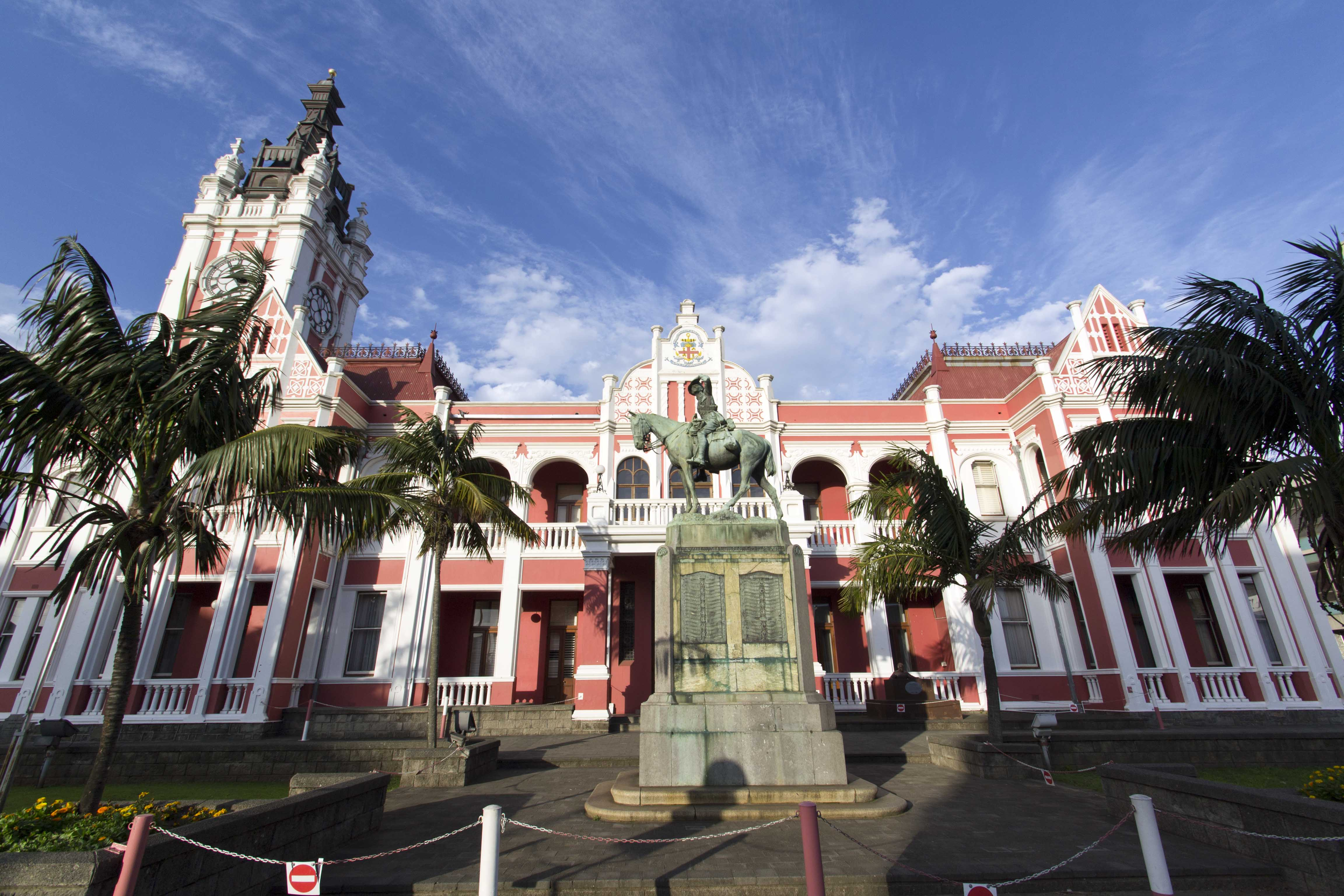
Hôtel de ville et War Memorial

En 1847, le Fort Glamorgan était le premier édifice construit sur le site alors que la région était annexée à la colonie du Cap. Trois villages virent le jour autour du fort et prospérèrent dans les années qui suivirent avant de se combiner et de fusionner pour constituer la ville de East-London. La ville fut d'abord un port militaire à l'embouchure de la rivière buffalo et une annexe du quartier général des forces coloniales britanniques situé à King William's Town. Le développement des infrastructures du port en eaux profondes permit ensuite à la ville de se développer et d'attirer des colons anglais, allemands et irlandais. À partir de 1870, le port était opérationnel pour le transport et le commerce civil alors qu'en 1876, la ville était raccordée au réseau de chemin de fer de la colonie du Cap.
En 1961, les régions entourant East London, le Ciskei et le Transkei, furent déclarés « foyers nationaux (bantoustans) ». La ville n'était plus reliée à l'« Afrique du Sud blanche » que par l'autoroute reliant la ville aux régions du nord du pays.

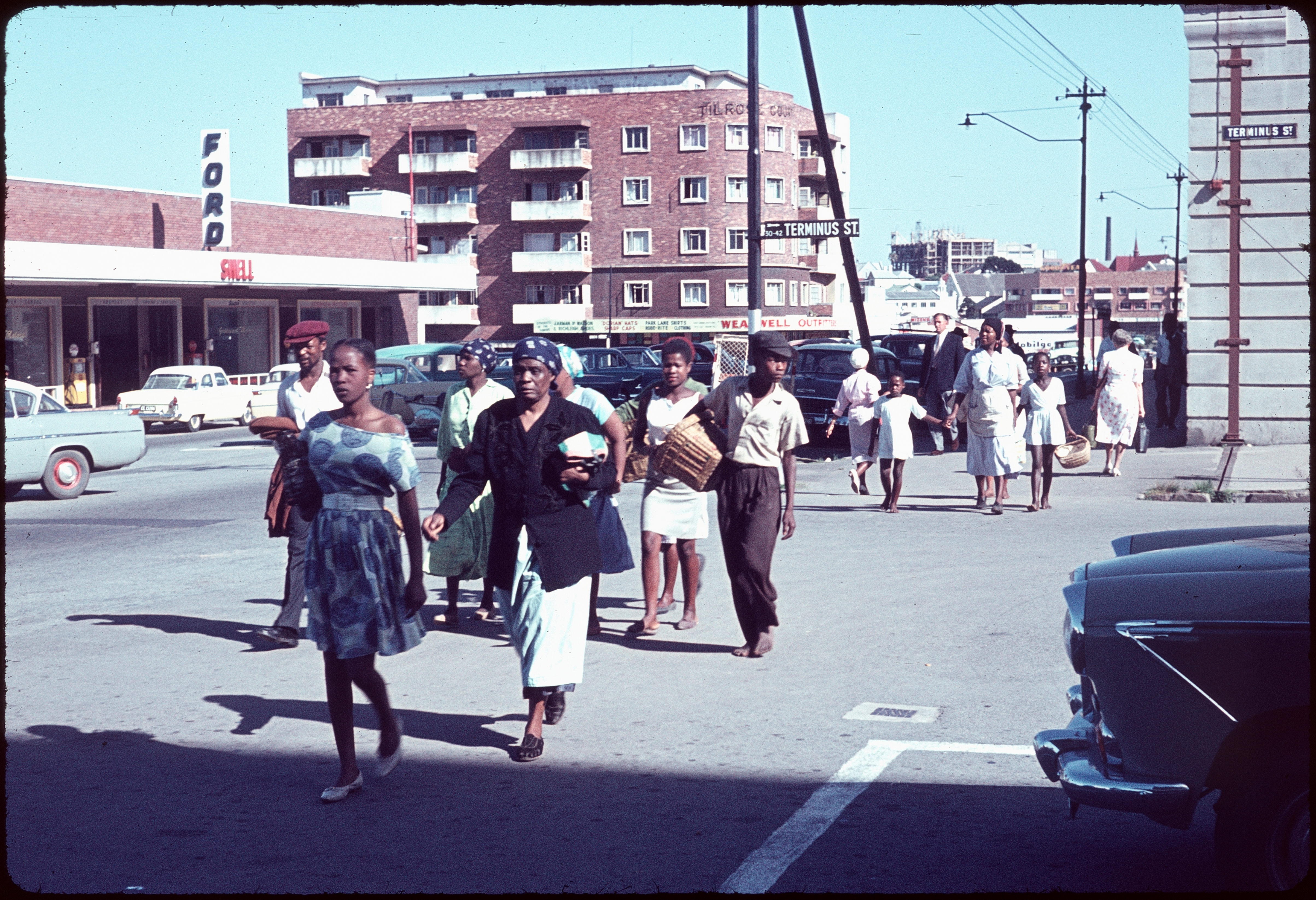
East London en 1962

La ville fut relativement isolée économiquement durant les années 1970 et 1980, le gouvernement sud-africain encourageant davantage les investissements économiques dans les localités frontalières des bantoustans. L'activité portuaire connut alors d'importantes difficultés alors que la ville connaissait une véritable récession économique.
En 1992, lors du référendum sur les réformes pour mettre fin à l'apartheid, 78 % des électeurs blancs de la région d'East London apportèrent leurs soutiens à la politique du gouvernement de Frederik de Klerk.
En 1994, les bantoustans furent dissous et la ville intégrée dans la nouvelle province du Cap-oriental à très large majorité xhosa.

## Geographie

### Climat
East London possède un climat subtropical humide typique ( Cfa selon la classification de Köppen), avec des températures chaudes et humides en été et des hivers plus secs et très doux. Bien qu'il n'y ait pas vraiment de saison sèche, l'humidité chute l'hiver, et est maximale en été. Le record de froid absolu est de 3 °C, et le record de chaleur est de 42 °C. Les températures les plus chaudes s'observent au printemps lorsque le soleil frappe fort et qu'il ne fait pas encore trop pluvieux. On ne trouve de températures supérieures à 38 °C qu'en début de saison, d’août à décembre. Bien que les températures ne soient jamais passées au-dessous de zéro depuis les enregistrements météorologiques, East London a connu des chutes de neige en 1985 et en 1989.
| Mois                              | jan. | fév. | mars | avril | mai | juin | jui. | août | sep. | oct. | nov. | déc. |
| --------------------------------- | ---- | ---- | ---- | ----- | --- | ---- | ---- | ---- | ---- | ---- | ---- | ---- |
| Température minimale moyenne (°C) | 18   | 19   | 18   | 15    | 13  | 11   | 10   | 11   | 12   | 14   | 16   | 17   |
| Température maximale moyenne (°C) | 26   | 26   | 25   | 24    | 23  | 21   | 21   | 21   | 21   | 22   | 23   | 25   |
| Précipitations (mm)               | 69   | 92   | 105  | 83    | 52  | 40   | 47   | 78   | 80   | 102  | 110  | 63   |

| Diagramme climatique                                  |        |         |        |        |        |        |        |        |         |         |        |
| J                                                     | F      | M       | A      | M      | J      | J      | A      | S      | O       | N       | D      |
| 261869                                                | 261992 | 2518105 | 241583 | 231352 | 211140 | 211047 | 211178 | 211280 | 2214102 | 2316110 | 251763 |
| Moyennes : • Temp. maxi et mini °C • Précipitation mm |        |         |        |        |        |        |        |        |         |         |        |

| Mois                                | jan.  | fév.  | mars | avril | mai   | juin  | jui.  | août | sep.  | oct.  | nov.  | déc.  | année |
| ----------------------------------- | ----- | ----- | ---- | ----- | ----- | ----- | ----- | ---- | ----- | ----- | ----- | ----- | ----- |
| Température minimale moyenne (°C)   | 18,4  | 18,5  | 17,7 | 15,2  | 12,8  | 10,7  | 10,3  | 10,9 | 12,4  | 13,9  | 15,5  | 17    | 14,4  |
| Température moyenne (°C)            | 21,6  | 21,6  | 20,8 | 18,9  | 17,1  | 15,4  | 15,1  | 15,4 | 16,3  | 17,2  | 18,7  | 20,4  | 18,2  |
| Température maximale moyenne (°C)   | 25,6  | 25,7  | 25   | 23,7  | 22,6  | 21,1  | 20,9  | 21   | 21    | 21,5  | 22,7  | 24,5  | 22,9  |
| Record de froid (°C)                | 11,8  | 12,6  | 10,3 | 8,3   | 5,1   | 2,6   | 3,2   | 4,2  | 5     | 5,9   | 9,4   | 8,4   | 2,6   |
| Record de chaleur (°C)              | 36,4  | 37    | 38,6 | 35,9  | 37    | 32,1  | 34,3  | 37,5 | 41,7  | 39    | 35,3  | 38,2  | 41,7  |
| Ensoleillement (h)                  | 220,5 | 191,7 | 204  | 219,3 | 227,3 | 221,1 | 236,6 | 234  | 205,7 | 208,5 | 215,6 | 239,7 | 2 624 |
| Précipitations (mm)                 | 69    | 92    | 105  | 83    | 52    | 40    | 47    | 78   | 80    | 102   | 110   | 63    | 921   |
| Nombre de jours avec précipitations | 9     | 9     | 9    | 7     | 5     | 4     | 3     | 5    | 7     | 9     | 9     | 8     | 84    |
| Humidité relative (%)               | 80    | 82    | 82   | 78    | 72    | 66    | 67    | 71   | 77    | 78    | 80    | 80    | 76    |

### Économie

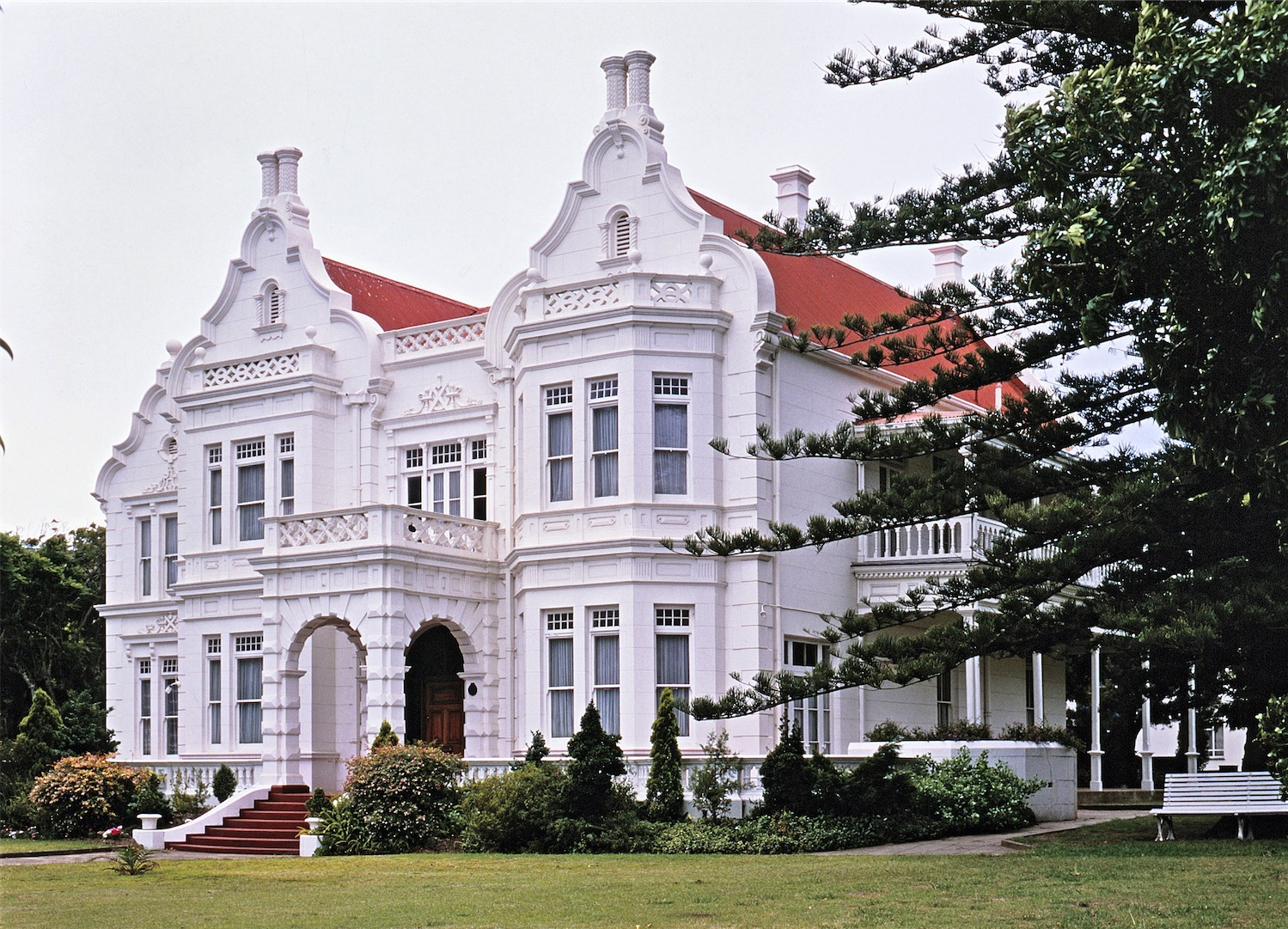
La galerie d'art Ann Bryant

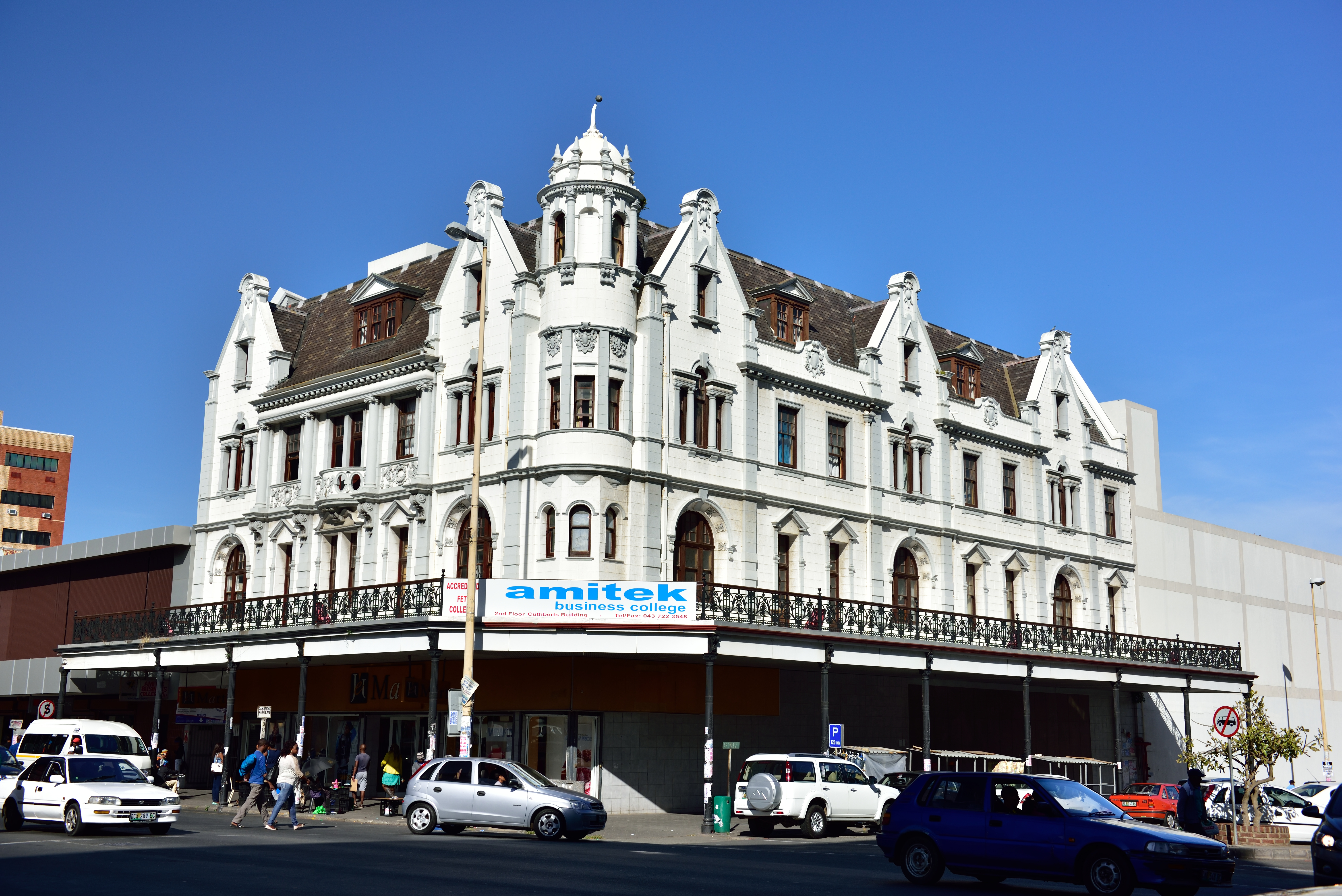
Cuthbert's Building (1901) sur Oxford street

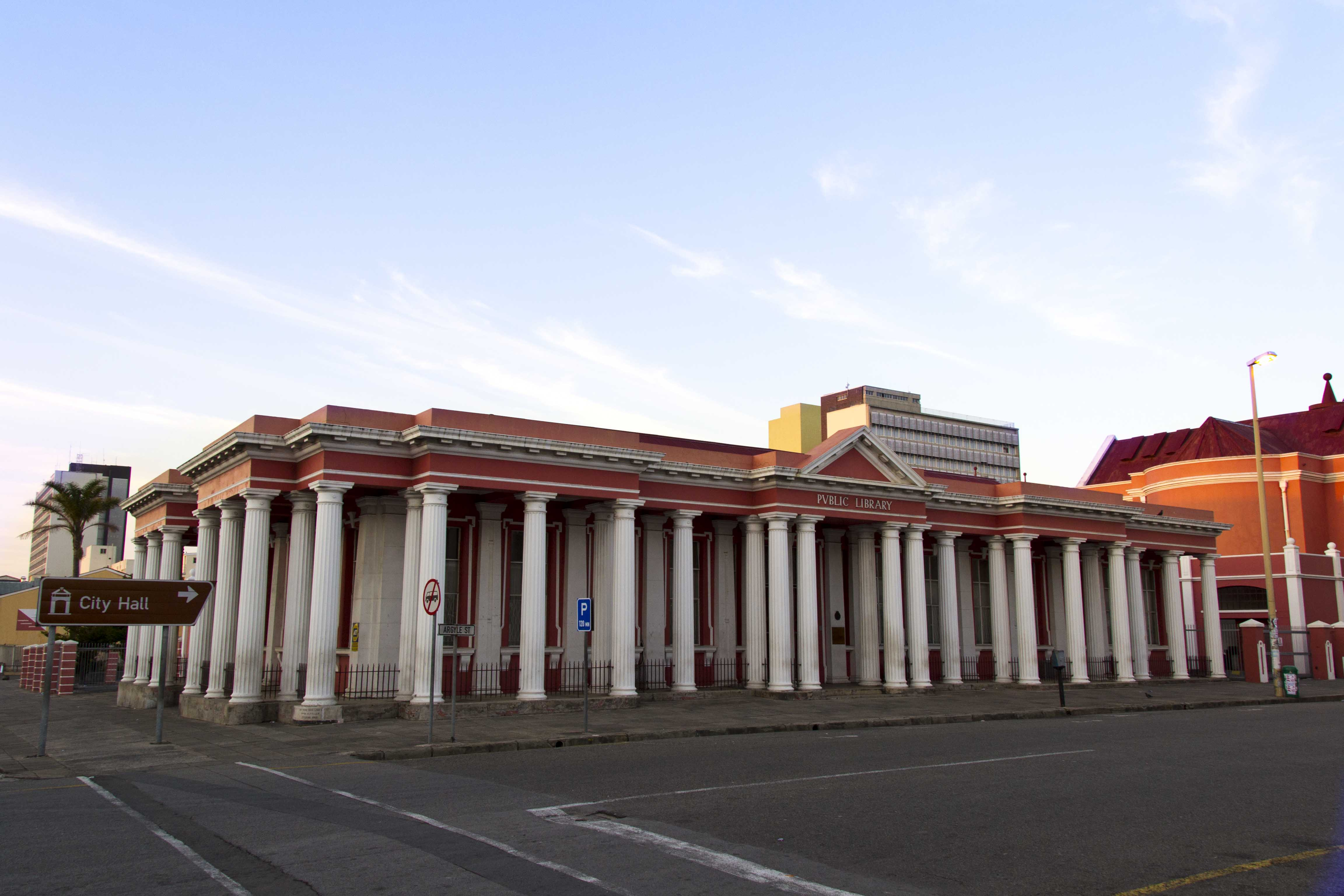
L’Old Public Library

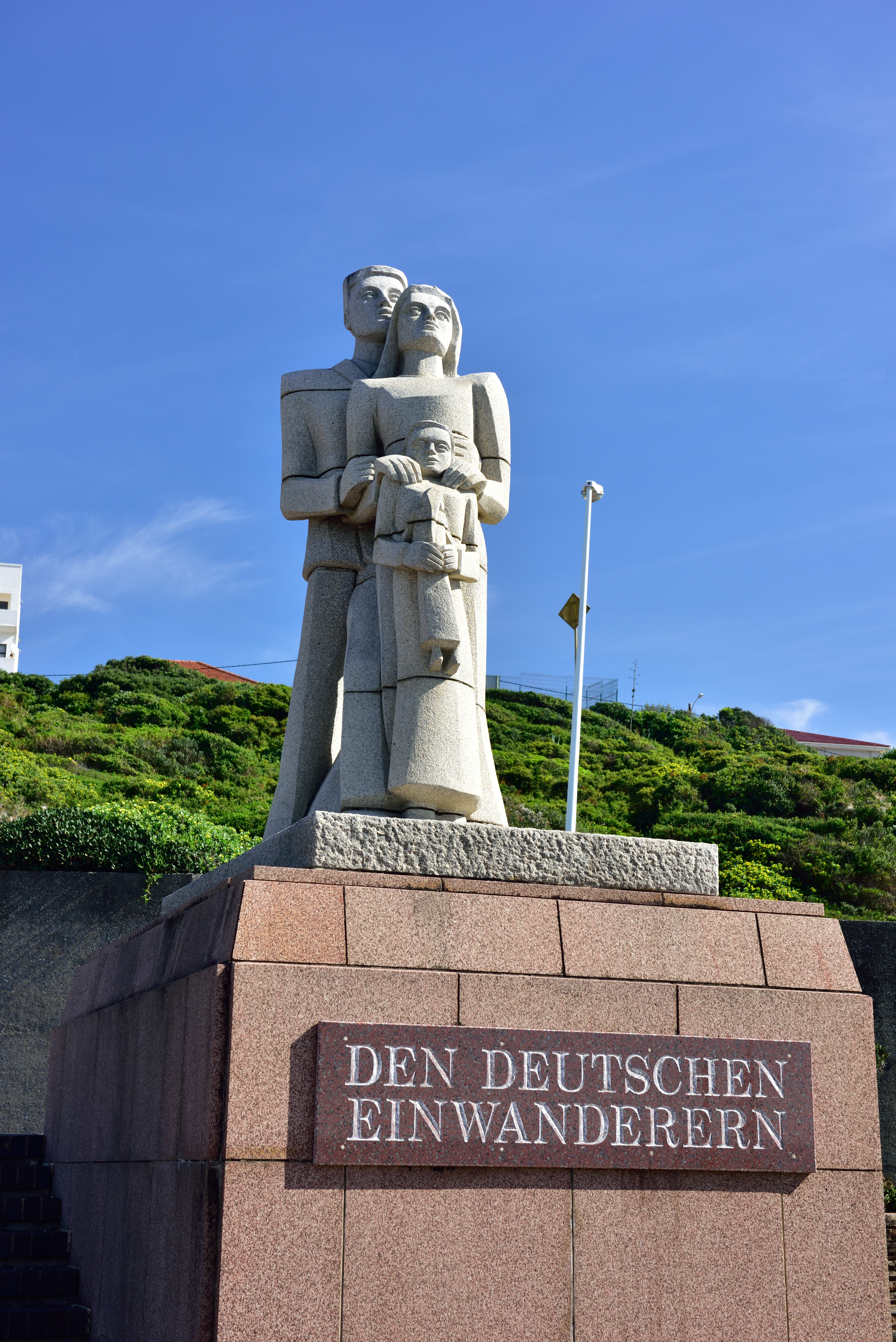
Mémorial aux colons allemands

East London est le second centre industriel de la province du Cap-Oriental après Port Elizabeth [Information douteuse] [réf. souhaitée].
L'industrie automobile est le premier employeur de la région. L'usine Daimler AG, implantée près du port, fabrique depuis 1958 des véhicules Mercedes-Benz tant à conduite à droite qu'à gauche ; les modèles qui y sont assemblés sont de la Classe C, ainsi que des bus. Elle emploie 2.431 personnes et peut assembler 41.400 voitures par an.
Les autres industries importantes de la ville concernent notamment le domaine pharmaceutique et le textile. Après 1994, une zone industrielle de développement économique fut aménagée pour relancer l'activité économique.

## Tourisme
Le centre-ville d'East London, où sévit une forte insécurité, présente plusieurs bâtiments historiques comme l'hôtel de ville (1897), devant lequel trône une statue de Steve Biko; Gately house, la villa du premier maire de la ville; l’Old Public Library, les bâtiments de la Old Standard Bank ou encore le Cuthbert's Building.
La ville dispose d'un important musée maritime où est exposé un cœlacanthe, poisson préhistorique, théoriquement disparu mais pêché en 1938 au large de la cité portuaire.
East London est aussi réputée pour ses grandes plages sauvages longeant l'océan Indien.
Depuis 1959, la ville dispose d'un circuit de course automobile, le « Circuit Prince George », ouvert en 1959 et qui accueillit le grand prix de formule 1 d'Afrique du Sud en 1962, 1963, et 1965.

## Desserte
La ville est accessible par son aéroport national (ex-Ben Schoeman Airport) et par l'autoroute N2 qui la relie directement aux villes du Cap et de Durban alors que l'autoroute N6 la relie à la ville de Bloemfontein.

## Personnalités liées à la ville
- Jean-Michel Byron : chanteur.
- Wendy Botha : surfeuse
- Vuyani Bungu : Boxeur
- Rory Kockott : joueur de rugby
- Gwen Lister : journaliste et patronne de presse
- Welcome Ncita : boxeur
- Makhaya Ntini : joueur de cricket
- Ian Scheckter : pilote automobile
- Jody Scheckter : pilote automobile
- John Gordon Sprigg : administrateur britannique et homme politique , à 4 reprises Premier ministre de la Colonie du Cap
- Wayne Taylor : pilote automobile
- André Vos : joueur de rugby
- Donald Woods : journaliste